# Џон Пламтри
Џон Пламтри (енгл. John Plumtree; 16. јул 1965) професионални је новозеландски рагби тренер и бивши рагбиста. Тренутно је главни тренер Херикејнса. Родио се у месту "Хавера" на Новом Зеланду. Играо је у скраму за Таранаки и Хокс беј на Новом Зеланду. Тренирао је са Ол блексима, али није никада био селектиран да игра за репрезентацију Новог Зеланда. 1988. одлази у Дурбан, у Јужну Африку, где је била његова супруга. Пламтри је деценију провео у Шарксима, за које је одиграо 80 утакмица. Освојио је две титуле у Кари Купу са Шарксима као играч (1990. и 1996).
У Јужној Африци је направио прве тренерске кораке. Био је помоћни тренер у Крусејдерсима из Северног Дурбана, а затим одлази у Кнежевину Велс. Био је главни тренер Свонзија чак пет година. Освојио је Велшки куп, Велшко првенство и Велшко-Шкотску лигу. Помогао је Гевину Хенсону да се афирмише као играч. Након успеха у Велсу, враћа се на Нови Зеланд где ће бити део стручног штаба Ол блекса. Следеће радно место било је у Велингтону, где је радио као тренер Велингтон лајонса, са којима је стизао до три финала националног првенства. Разочаран што није добио прилику, да предводи било који новозеландски тим у Супер рагбију, Пламтри одлази у Јужноафричку Републику, где ће бити помоћни тренер у Шарксима. Временом је напредовао и постао главни тренер Шаркса. Са Шарксима је имао пуно успеха и два пута освојио Кари куп као тренер (2008. и 2010). Био је помоћни тренер за скрам у стручном штабу рагби 15 репрезентације Ирске и помоћни тренер у репрезентацији Јапана. Након три године рада на месту помоћног тренера у Херикејнсима, постао је главни тренер ове франшизе из Велингтона.